# Parque botánico friulano Cormor
El Parque Botánico Friulano Cormor (en italiano: Parco Botanico Friulano "Cormor", también conocido como Parco del Cormor o Parco Botanico del Cormôr) es un parque municipal y jardín botánico de 30 hectáreas de extensión, dependiente de la comunidad de Údine.
El código de identificación internacional de Parco Botanico Friulano "Cormor" como miembro del "Botanic Gardens Conservation Internacional" (BGCI), así como las siglas de su herbario es CORMO.

## Localización
Los terrenos que ocupa el parque se encuentran entre el torrente Cormôr y la Autostrada Alpe-Adria (A23).
Giardino Botanico Friuli "Cormor" Parco del Cormor (zona Fiera), Údine, Friul-Venecia Julia, V.G. 33100 Italia.
Planos y vistas satelitales.46°5′0.9594″N 13°11′24.72″E / 46.083599833, 13.1902000
- Promedio anual de lluvias: 1673 mm
- Altitud: 115.00 m s. n. m.

Se cobra una tarifa en su entrada.

## Historia
El parque es la primera etapa de un plan de puesta en marcha para la restauración de toda la cuenca hidrogeológica del torrente Cormor.
Se estableció un plan de drenaje y riego en el lugar con una cuenca de retención. A lo largo de la autopista, las plantaciones son especialmente gruesas, a fin de crear una barrera absorbente de ruidos. La investigación figurada en el trabajo para el diseño se basa en la topografía: un bosque de álamos delgados, y las vistas que retroceden en el campo.
En las afueras de Údine (Italia) una extensión de 2.000 hectáreas se ha destinado a la conservación. De ellos, un área de 45 hectáreas de tierras degradadas en particular a lo largo de las orillas del río Cormor fue restaurado recientemente en un proyecto experimental de parque. A la entrada de este parque el pabellón destinado a albergar pequeños eventos, y la casa del alcaide apoyado contra ella, dan la nota clave.
El parque fue creado entre 1990 y 1993 diseñado por el arquitecto Roberto Pirzio Biroli, usa los mapas antiguos para encontrar los rastros de pistas y calzadas antiguas. La estructura es rica en referencias antiguas y nuevas. Su intención es la de emular los planos para los alrededores de Potsdam elaborados por Peter Joseph Lenné entre 1816 y 1860.
El proyecto también imita la manera: de los primeros diseños de Heinrich Tessenow para la Galería Nacional de Berlín, y de Lenné en su trabajo sobre el "Versalles prusiano".

## Colecciones
En el parque hay una densa plantación de árboles, con prados abiertos, un belvedere, senderos y caminos, además de una zona de juegos infantiles.
Algunos de los árboles y arbustos que alberga: Acer campestre, Acer negundo,Acer platanoides, Acer pseudoplatanus, Alnus glutinosa, Betula pendula, Sambucus nigra, Viburnum lantana, Viburnum opulus, Euonymus europaeus, Cornus sanguinea, Cornus mas, Corylus avellana, Ostrya carpinifolia, Quercus ilex, Quercus robur, Quercus rubra, Juglans regia, Laurus nobilis, Amorpha fruticosa, Gleditsia triacanthos, Robinia pseudacacia, Magnolia grandiflora, Morus alba, Broussonetia papyrifera, Fraxinus ornus, Pinus nigra, Platanus x hibrida, Crataegus monogyna, Prunus avium, Prunus spinosa, Poncirus trifoliata, Salix alba, Populus alba, Populus nigra subsp. nigra, Populus nigra subsp. italicus, Populus x canadensis, Taxus baccata, Tilia platyphyllos, Ulmus laevis, Ulmus minor, Celtis australis, Ginkgo biloba, Ficus carica, Tilia cordata, Castanea sativa, Diospyros kaki, Aesculus hippocastanum, Buxus sempervirens, y Prunus laurocerasus

## Actividades
- Programa de Conservación de especies de plantas
- Programa de Plantas Medicinales
- Programas de Reintroducción de plantas amenazadas en el medio silvestre
- Programas de investigación
- Conservación - Biología
- Conservación de ecosistemas
- Exploración
- Mejora de Agricultura
- Programas de educación
- Centro de visitantes y aulas educativas.